# In Action (EP)
In Action es el segundo EP de We Are Scientists. Fue grabado durante 2003 y lanzado al mercado en octubre de ese mismo año. Vuelven a distribuirlo mediante su discográfica, Checkered Seagull, y Paolo DeGregorio produce este trabajo.

## Listado de canciones
1. Selective Memory
2. Coming Clean
3. That One Pop Gem
4. Riffmaster B
5. Secret Handshake
6. Bomb Inside the Bomb

- Datos: Q6008912